# Fiat 6614
Fiat 6614 – włoski kołowy transporter opancerzony opracowany w 1972 roku.

## Historia
W 1972 roku zakłady FIAT wspólnie z przedsiębiorstwem OTO Melara zbudowały kołowy transporter opancerzony dla armii włoskiej oraz formacji paramilitarnych. W zakładach FIAT opracowano konstrukcję pojazdu, natomiast w OTO Melara opancerzenie i wyposażenie bojowe. Transporter jest przystosowany nie do działań na pierwszej linii frontu, lecz do patrolowania i rozpoznania terenów na zapleczu frontu, a także do służby w jednostkach typu policyjnego.
Transporter ten produkowany we Włoszech uzbrajano w karabin maszynowy kalibru 12,7 milimetra, który mógł być wyposażony w tarczę ochronną, choć nie instalowano go w większości pojazdów. Wtedy uzbrojenie pojazdu stanowiło tylko wyposażenie przewożonych żołnierzy; z pojazdu można także strzelać z przewożonych przez desant moździerzy przez dwa włazy dachowe.
We Włoszech wyprodukowano 1160 transporterów tego typu, ponadto wytwarzano go na licencji w Korei Południowej, gdzie wersję podstawową oznaczono jako KM 900 i wyposażano w karabin maszynowy kalibru 7,62 milimetra lub 12,7 milimetra. Produkowano również wersje: wóz dowodzenia, ambulans i samobieżny moździerz pod wspólnym oznaczeniem KM 901.

## Użycie
Używany jest przez wojsko włoskie, włoskich karabinierów i policję, większość wyeksportowano jednak do Argentyny, Libii, Peru, Somalii, Tunezji i Wenezueli. Sprzedano również licencję do Korei Południowej, gdzie był produkowany w kilku wersjach. W krajach tych używany jest on zarówno przez wojsko, jak i przez policję oraz formacje typu policyjnego.